# 블레이저 (웹 브라우저)
블레이저(Blazer)는 팜 핸드헬드를 위한 웹 브라우저이다. 블레이저는 2000년 11월 발표되었고, 버전 1.0은 HTML, WAP 등을 지원했다.

## 버전 역사
블레이저 1은 2000년 11월에 출시되었다. 이 브라우저는 다른 팜 OS 웹 브라우저와 다르게 빠른 퍼포먼스, 진보적 렌더링, 또한 WAP 지원 등을 가지고 있었다. 이 프로그램은 헨드헬드 기기에 최적화되도록 웹 페이지를 변환하기 위한 프록시 서버를 가지고 있었다. 블레이저 1은 무료 다운로드가 가능했다.
블레이저 2는 2002년 초에 출시되었다. 블레이저 2는 프록시 서버 지원, SSL, 16비트 색상 지원, 향상된 사용자 인터페이스를 추가했다. 블레이저 2는 팜 트레오 180에 번들된 제품이나 유료 다운로드로 사용 가능했다.
2005년 9월 22일부터 블레이저 1과 블레이저 2는 팜에 의해 서버가 오프라인이 된 관계로 사용이 불가능해졌다.
블레이저 3은 블레이저 시리즈에서 큰 업데이터였다. 팜 사는 기존의 블레이저 코드를 완전히 지워버리고 넷프론트의 브라우저 엔진을 기반으로 완전히 새롭게 프로그램을 작성했다. 이 프로그램은 팜 트레오 600에 번들되어 있다.
블레이저 4.0/4.1은 텅스텐 E2, 텅스텐 T5, 트레오 650 및 680에 번들되어 있다. 더 빠른 로딩 속도, 향상된 사용자 인터페이스, 보조 플러그인을 통한 VPN, 홈페이지, 북마크 등을 지원하기 시작했다. 블레이저 4는 HTML 4.01, XHTML 1.0, WML 1.3, SSL 3.0, cHTML, 자바스크립트 1.5, CSS 1.0과 2.0(일부), GIF, JPEG, PNG, BMP, HTTP 쿠키 등을 지원한다. 얼마 지나지 않아 블레이저 4.3은 트레오 650, TX, 라이프드라이브에 번들되어 나왔다. 버전 4.3은 CSS의 활성화/비활성화 여부를 선택할 수 있는 옵션을 추가했다.
블레이저 4.5는 2006년 5월 트레오 700p의 애플리케이션 모음집의 일부로 나왔다. 이 버전은 빠른 페이지 렌더링, 스트리밍 비디오를 지원한다. 이 버전은 트레오 755p에 모바일에 최적화된 구글 맵스와 함께 포함되어 나왔다.